# رابی الیوت
رابی الیوت (انگلیسی: Robbie Elliott؛ زادهٔ ۲۵ دسامبر ۱۹۷۳) بازیکن فوتبال اهل بریتانیا است.
از باشگاه‌هایی که در آن بازی کرده‌است می‌توان به باشگاه فوتبال لیدز یونایتد، باشگاه فوتبال هارتل پول یونایتد، باشگاه فوتبال بولتون واندررز، باشگاه فوتبال نیوکاسل یونایتد، و باشگاه فوتبال ساندرلند اشاره کرد.